# GPR128
گیرندهٔ شمارهٔ ۱۲۸ جفت‌شونده با پروتئین جی (انگلیسی: G protein-coupled receptor 128) یک پروتئین است که در انسان توسط ژن «ADGRG7» کُدگذاری می‌شود.
این گیرنده یکی از اعضای خانوادهٔ بزرگ «گیرنده‌های جفت‌شونده با پروتئین جی، ویژهٔ چسبندگی» است.
این پروتئین در کبد انسان و در مغز استخوان و رودهٔ باریک موش بیان می‌شود.

## اهمیت بالینی
نوعی از کمپلکس ترکیبی این ژن با ژنِ تیروزین کیناز در ژنوم بیماران مبتلا به سرطان‌های میلوپرولیفراتیو آتیپیک یافت شده‌است. جالب آنکه این کمپلکس بر تعداد اندکی از افراد سالم هم دیده شده‌است.